# Stenamma
Stenamma é um gênero de insetos, pertencente a família Formicidae.